# Campyloneurus micromacularis
Campyloneurus micromacularis — вид паразитичних ос родини браконід (Braconidae). Описаний у 2020 році.

## Поширення
Ендемік Китаю. Поширений у провінції Хунань.

## Опис
Дрібні браконіди, завдовжки до 12 мм. Вусики довші переднього крила. Вони тонкі, ниткоподібні, складаються з 82 члеників. Голова жовта, тіло чорне. Черевце гладке і блискуче. Ймовірно, ектопаразитоїд личинок жуків.